# Korsische Strohblume
Die Korsische Strohblume (Castroviejoa frigida), auch Korsisches Edelweiß genannt, ist eine Pflanzenart aus der Familie der Korbblütler (Asteraceae). Sie kommt nur in Korsika vor.

## Beschreibung
Die Korsische Strohblume ist eine immergrüne, Kriechtriebpolster bildende, ausdauernde, krautige Pflanze, die Wuchshöhen von 3 bis 8 (selten bis 12) Zentimeter erreicht. Sterile Triebe sind dachziegelartig beblättert. Die Blätter messen 6 × 1 Millimeter und sind stumpf, länglich-linealisch und ebenso wie der Stängel dicht silberhaarig.
Die Körbe haben einen Durchmesser von 1 bis 1,8 Zentimeter und stehen einzeln. Die Hüllblätter sind weiß, eiförmig-elliptisch bis länglich-lanzettlich und spitzlich.
Die Blütezeit reicht von Juni bis Juli. Die Chromosomenzahl beträgt 2n = 28.

## Vorkommen
Die Korsische Strohblume ist ein Paläo-Endemit Korsikas. Sie kommt in Silikat-Felsspalten in Höhenlagen von 1100 bis 2000 m vor und steigt in Schluchten bis 780 m herab. Angaben aus Sardinien betreffen eine verwandte Art: Castroviejoa montelinasana (Em.Schmid) Galbany, L.Sáez & Benedí.

## Systematik
Die Korsische Strohblume wurde 1791 von Jacques Julien Houtou de Labillardière unter dem Basionym Xeranthemum frigidum erstbeschrieben. Vielfach ist sie noch unter dem Synonym Helichrysum frigidum (Labill.) Willd. bekannt, wurde aber 2004 als Ergebnis einer taxonomischen Revision der Strohblumen und verwandter Gattungen von Mercé Galbany, Llorenç Sáez und Carles Benedí als Castroviejoa frigida (Labill.) Galbany, L.Sáez & Benedí von Helichrysum abgetrennt. Der Gattungsname ehrt den spanischen Botaniker Santiago Castroviejo (1946–2009).

## Nutzung
Die Korsische Strohblume wird selten als Zierpflanze für Steingärten genutzt. Die Art ist seit spätestens 1875 in Kultur.